# The Final Fantasy Legend
The Final Fantasy Legend (яп. 魔界塔士サガ Макай То:си СаГа, Легенда о последней фантазии) — японская ролевая игра, разработанная и выпущенная компанией Square для портативного устройства Game Boy в декабре 1989 года. Это первая часть серии SaGa и первая ролевая игра для данной консоли. Оригинальное японское название Makai Toushi SaGa отличается от использованного в английской версии, изданной в сентябре 1990 года, и примерно переводится как «Сага о воине в башне, находящейся в мире духов». Продюсеры решили использовать уже известный на западе бренд Final Fantasy, но по сути игра не имеет к этой серии никакого отношения. The Final Fantasy Legend несколько раз переиздавалась, в 1998 году силами компании Sunsoft была полностью переработана, позже выходила для карманной игровой системы WonderSwan Color и мобильных телефонов, в 2007 и 2008 годах.
Вышедшая на пике популярности «Тетриса», The Final Fantasy Legend построена на пошаговом геймплее, схожем с Final Fantasy II. Игровые персонажи сражаются с монстрами и злодеями, используя различное оружие, доспехи и навыки, развиваемые в ходе прохождения. История описывает путешествие четырёх героев, которые отправляются в путь, чтобы очистить от нечисти башню, расположенную в самом центре мира и настолько высокую, что, по преданию, её верхушка достаёт до рая. Каждый из персонажей может быть отнесён к одному из трёх классов — от этого зависят его дальнейшее развитие и кастомизация.
Основные идеи The Final Fantasy Legend принадлежат геймдизайнеру Нобуюки Хосино, режиссёром и руководителем проекта выступил Акитоси Кавадзу, музыку написал композитор Нобуо Уэмацу. Игра, в отличие от ранних частей Final Fantasy, сочетает фэнтезийное окружение с элементами научной фантастики, сказочный мир смешивает с футуристическими и современными достижениями науки. Примечательно также, что это первая игра Square, тиражи которой превысили миллион копий — всего продажи составили 1,37 млн экземпляров. В своё время игра удостоилась смешанных отзывов, но была признана, тем не менее, одной из величайших игр для Game Boy. Отмечается существенное влияние на популярную серию Pokémon. Не следует путать эту игру с выходившей в 2010 году Final Fantasy Legends, они хоть и создавались одной компанией, кроме схожего названия не имеют практически ничего общего.

## Игровой процесс

Протагонист в городе, стоит на входе в гостиницу

Во время прохождения The Final Fantasy Legend игрок контролирует партию из четырёх героев, ведёт их по локациям вымышленного мира, исследует подземелья, сражается с противниками и взаимодействует с неигровыми персонажами — события игры разворачиваются в различных городах, замках, пещерах и прочих подобных местах. Изначально игровое пространство ограничено Миром континента (англ. World of Continent), но по достижении Башни (англ. Tower) открывается доступ к другим мирам. В любое время и в любом месте, за исключением сражений, игрок волен сохранить достигнутый прогресс и во время следующего обращения к игре начать прохождение с этого же места. Перемещения между локациями осуществляются посредством мировой карты, игрок свободно передвигает персонажей в пределах географических преград, таких как вода или горы. Цель игры — отыскать выход на следующий уровень, то есть подняться на следующий этаж Башни. Подобно играм серии Final Fantasy, сражения с противниками происходят случайным образом — монстры невидимы и нападают на персонажей в то время, когда те движутся по мировой карте или какой-либо другой враждебной локации.

### Классы
Перед началом прохождения игрок должен выбрать класс, пол и имя будущего «лидера группы». Доступны три класса, каждый со своими сильными и слабыми сторонами: люди, мутанты (эсперы в японской версии) и монстры — выбранный класс невозможно изменить, он остаётся с персонажем до самого конца игры. В ходе игрового процесса к команде можно присоединить ещё до трёх дополнительных персонажей, для этого необходимо посещать так называемые гильдии партнёров (англ. Member Guilds), которые расположены в каждом населённом пункте. Новые рекруты могут заменять павших бойцов, однако лидер группы незаменим и должен состоять в команде на протяжении всего прохождения. Чем дальше развивается сюжет, тем более сильные герои присоединяются к отряду.
Успех участия персонажей в битвах во многом зависит от персональных характеристик, которые, в свою очередь, подразделены на четыре категории, а измеряются в диапазоне от 1 до 99 пунктов. От силы зависят повреждения простыми физическими атаками, защита отвечает за поглощение урона вражеских ударов, ловкость влияет на эффективность применения дистанционного оружия и специальных навыков, а также позволяет уклоняться от атак противников, от маны зависит действенность магии. Здоровье персонажей определено очками жизни (HP) — максимальное их значение поступательно возрастает и может достигнуть 999 пунктов. Характеристики напрямую зависят от класса персонажа — люди обладают более высокими показателями HP, силы и защиты, в то время как физически слабые мутанты наделены хорошей маной и гораздо лучше подходят для колдовства заклинаний. С целью увеличения характеристик люди и мутанты могут использовать различную экипировку, тогда как показатели монстров зависят исключительно от подкласса.
Люди повышают характеристики посредством специальных предметов с соответствующим названием, например, STRENGTH увеличивает силу, HP200 повышает максимальное количество жизней. Атрибуты мутантов возрастают по случайному принципу сразу по окончании сражений, при этом в процессе могут добавляться новые способности и пропадать старые. Монстры развиваются через поедание «мяса», остающегося после сражений — в зависимости от происхождения мяса монстр в сильную или слабую сторону изменяет подкласс, либо полностью восстанавливает здоровье.

### Экипировка и способности

Помимо разных классов, игра включает также большое разнообразие экипировки, от фэнтезийных мечей и магии до научно-фантастических плазменных ружей и цепных пил

В играх серии SaGa основной функцией экипировки является повышение персональных характеристик. К примеру, золотой шлем, надетый на персонажа, увеличивает его показатель защиты, мифриловый меч повышает атаку и т. д. Количество предметов, в которые персонаж одновременно может быть одетым, зависит от класса: люди носят восемь вещей, мутанты — четыре вещи, монстры — ни одной. Доспехи подразделены на пять типов: щиты, шлемы, нагрудники, рукавицы и обувь. Из каждого типа только один предмет может быть экипирован на персонаже. Оружие, включающее мечи, молоты, кнуты, книги заклинаний и пистолеты, используется ограниченное число раз, после чего ломается и приходит в негодность — сломанные предметы подлежат восстановлению в городах, а затем могут применяться повторно. Щиты активируются в битвах для блокировки вражеских ударов, они тоже имеют фиксированную прочность и в определённый момент разрушаются.
Способности мутантов и монстров напрямую зависят от боевого опыта и подкласса. Их можно подразделить на четыре категории: атакующие, статусные, лечащие и постоянные. Атакующие способности и заклинания, использованные в бою, наносят противникам повреждения определённой стихии, статусные накладывают на врагов различные вредные статусы (например, «слепоту»), а на союзников — полезные. Лечащие навыки восстанавливают очки жизней цели и, в отличие от остальных типов, могут быть использованы вне сражения. Некоторые из них обладают специфичными свойствами, в частности, могут раздражать группу противников или высасывать из них очки НР. Способности постоянного действия работают на протяжении всей битвы, повышая или понижая сопротивляемость персонажей к определённым видам атак. Каждое заклинание или способность тоже ограничены фиксированным количеством применений, после выработки лимита отряд должен посетить гостиницу и там их перезарядить.

### Сражения
Когда персонажи встречаются с противниками, игра переключается из режима путешествия в режим битвы. Враги располагаются в верхней части экрана, в то время как отряд героев — в нижней; управление происходящим осуществляется пошаговым способом с помощью текстового меню интерфейса. Перед началом каждого хода игрок должен сделать выбор, принять вызов или спасаться бегством. В первом случае становится доступным подменю с набором команд для каждого персонажа: атаковать, защищаться, колдовать магию или использовать экипированные предметы. После выбора задания для каждого из героев начинается само сражение, причём очерёдность действий зависит от показателя ловкости находящихся на поле боя юнитов. Если игрок попытается сбежать, и эта попытка окажется неудачной, вся команда пропускает ход, принимая на себя атаки текущих противников. Битва заканчивается в случае успешного побега, гибели всех врагов или проигрыша всех членов отряда — после поражения группы игру необходимо перезагрузить с последнего сохранения.
Победа в сражении приносит команде деньги (GP) и предметы. Поверженные вражеские монстры иногда оставляют после себя мясо, которое тут же может быть съедено персонажами-монстрами. Одновременно с этим повышают характеристики и персонажи-мутанты, они, кроме того, после победы над противниками могут получить какое-нибудь случайное заклинание. Потерянные в ходе сражения очки жизни восстанавливаются с помощью лечащих предметов и заклинаний, после посещения гостиницы или фонтана с живой водой. Если в ходе битвы один из персонажей полностью лишился жизней, то у него пропадает одно «сердечко» — необходимо сходить в город и оживить его в здании с большой эмблемой в виде сердца. Герой, у которого не осталось больше ни одного сердечка, оживлению не подлежит.

## Сюжет

### Сеттинг
События The Final Fantasy Legend происходят в нескольких мирах, сходящихся в одной гигантской башне, которую ещё в древние времена для коммуникационных целей построил сам Создатель (Бог в японской версии). Всего существуют четыре главных мира, каждый расположен на определённом этаже башни: мир континента простирается у основания, мир океана — на 5-м этаже, мир неба — на 10-м, мир руин — на 16-м. На разных этажах башни время течёт неравномерно, некоторые миры находятся на заре зарождения цивилизации, тогда как другие — достигли высокого технологического прогресса. В башне обитают различного рода монстры, большинство из них враждебны, но некоторые дружелюбны и мирно сосуществуют рядом с людьми. Ответвлением человеческой расы являются мутанты, использующие магию потомки союза людей с древними народами, когда-то проживавшими на территории мира континента.
Мир континента управляется тремя королями, которые ведут друг с другом нескончаемую войну, — у каждого из них есть некий артефакт, необходимый для открытия ворот башни. Мир океана состоит из нескольких мелких островов, окружённых огромными массами воды, сообщение между ними осуществляется посредством прорытых под землёй туннелей. Значительная часть этого мира находится во власти вездесущих пиратов, которые контролируют все моря и не позволяют мирному населению путешествовать на кораблях. Мир неба представляет собой гигантский кусок земли, парящий высоко в облаках, мир находится под контролем могущественного диктатора, живущего в летающем замке. И наконец, мир руин — в прошлом высокоразвитый процветающий мегаполис, а ныне — постапокалиптические развалины, ставшие результатом непрерывных атак монстров.

### История
Стоя прямо перед башней, герой и его команда понимают, что не смогут добраться до рая, пока не снимут с входных ворот защитную печать. У основания башни, так называемом мире континента, три короля Армор, Сворд и Шильд ведут борьбу за обладание легендарными артефактами, которые, соединившись вместе, способны снять печать. Посетив короля Армора, персонажи узнают, что тот очень влюблён в девушку, и хотя чувства между ними взаимны, она не может выйти за него замуж, так как злой бандит удерживает в заложниках её родную деревню. Герои побеждают бандита, и король в качестве благодарности дарует им свои доспехи — один из артефактов. Вскоре на персонажей нападает король Сворд, но те выходят победителями и забирают его меч — второй артефакт. Последний артефакт приходит к протагонистам после смерти короля Шильда, преданного и убитого своим же дворецким. Они возвращают полученные предметы статуе великого воина и получают таинственную чёрную сферу, однако сразу после этого на них нападает первый демон, контролируемый Асурой, — Чёрная черепаха Гэнбу. Герои побеждают его, с помощью чёрной сферы снимают с ворот печать и входят внутрь башни.
Отряд поднимается выше и оказывается в мире, со всех сторон окружённом водой. Через сеть подземных туннелей они добираются до летающего острова и на нём путешествуют по округе, пока не встречают старика Рю-о. По его совету персонажи находят батискаф, погружаются на дно океана и плывут к подводному дворцу, где их встречает второй демон — Лазоревый дракон Сэй-рю. Одержав победу, они получают половину синей сферы, другую половину им отдаёт Рю-о. Оба фрагмента соединяются воедино, что позволяет героям подняться на следующий уровень — мир неба, где вместе со своей армией владычествует Белый тигр Бай-ху. Недавно тиран расправился с повстанцами подземного сопротивления, уничтожив всех своих врагов кроме Милли и Джоанн, дочерей лидера ополчения. Герои находят их и пытаются защитить от злодея, однако Милли предаёт сестру, и вся группа попадает во вражеский плен. Выбравшись, персонажи вступают в противостояние с демоном, тот пытается убить Милли, но под удар подставляется Джоанн и спасает, таким образом, предательницу. После победы над боссом отряд берёт белую сферу и отправляется на следующие этажи башни.
Четвёртый мир, постапокалиптические руины, держит в страхе Красная птица Су-дзаку, защищаемая неприступным силовым полем. Пытаясь спастись, герои оказываются в заброшенной станции метро и встречают девушку Саяку, которая направляет их в близлежащий город. Там персонажи вступают в конфронтацию с лидером банды байкеров по имени Со-тё, но его сестра Саяка заставляет их примириться и, объединив усилия, бросить вызов терроризирующему население демону. Вместе они собирают детали для устройства, способного отключить силовое поле, при этом Со-тё жертвует своей жизнью, чтобы провести героев через атомную электростанцию. Город наводняют монстры, и Су-дзаку похищает Саяку. Отряд уничтожает демона и завладевает красной сферой.
Продолжая восхождение, герои обнаруживают останки семьи, члены которой тоже когда-то пытались добраться до рая, но потерпели неудачу, а также находят библиотеку с намёками на то, что действия главного злодея Асуры контролируются кем-то ещё. Они встречают антагониста на самой вершине, защищающим последнюю дверь — он предлагает каждому из персонажей владение другими мирами, однако те отказываются и побеждают его. Перед дверью внезапно срабатывает ловушка, и вся группа отбрасывается в самый низ башни. Они решают не прекращать путешествие и, получив благословение всех дружественных персонажей, встреченных в игре, отправляются наверх по обходному пути, где снова побеждают четырёх демонов, сумевших к тому времени воскреснуть. В конце пути они встречают самого Создателя и узнают, что демоны и вся башня на самом деле — лишь часть игры, спланированной для развлечения. Многие отважные воины безуспешно пробовали сюда подняться, наконец-то, как и было задумано, смертные преодолели все препятствия и победили всё зло — за это им полагается награда, исполнение любого желания. Однако взбешённые такой манипуляцией герои отказываются от награды и бросают Создателю вызов. Тот уверен в своём всемогуществе, но команда смело его атакует и в длительном тяжёлом сражении одерживает победу. По окончании боя персонажи стоят у порога заветной двери, ведущей в другое неизвестное измерение, они долго рассуждают, входить или не входить внутрь, и в итоге решают вернуться обратно в свой родной мир. Вселенная по ту сторону так и остаётся загадкой.

## Разработка
Игра разрабатывалась под руководством Нобуюки Хосино и Акитоси Кавадзу, спустя два года после релиза Final Fantasy. Это первая часть будущей серии SaGa и первая игра Square для портативной системы Game Boy. Тогдашний президент компании Масафуми Миямото попросил разработчиков заняться созданием этой игры после того, как заметил растущую с большой скоростью популярность «Тетриса», который поставлялся в комплекте со всеми карманными консолями Game Boy. Кавадзу вместе со своим напарником Коити Исии пришёл к выводу, что вместо простенькой тетрисоподобной аркады они лучше сделают игру в привычном для себя ролевом жанре. Как говорили сами авторы, должна была получиться небольшая игра на шесть-восемь часов, чтобы полностью её можно было пройти за время перелёта из аэропорта Нариты в гавайский город Гонолулу. Кроме того, они стремились оптимизировать геймплей для нескольких промежутков времени, разделённых каким бы то ни было перерывом — как если, например, пассажир электрички метро несколько раз прерывал бы игровой процесс для перехода с одной станции на другую. Разработчики увеличили интенсивность случайных встреч с монстрами, по сравнению с остальными своими РПГ, чтобы при переходе между локациями происходило более одного сражения, и постоянно поддерживался бы интерес к происходящему. The Final Fantasy Legend создавалась как сложная игра с развитым геймплеем — в этом Кавадзу видел главное отличие серии SaGa от Final Fantasy. Было реализовано множество новаторских идей, в частности система поедания «мяса» для роста персональных характеристик персонажей — игровой процесс стал более трудным для освоения, если сравнивать его с другими ролевыми играми, но при этом более интересным.
Кавадзу принимал активное участие и в написании сценария, выполнив его в соавторстве с Исии, Такаси Токитой и Хироюки Ито, который одновременно с этим работал над несколькими другими проектами Square. Ито и Исии разработали весь игровой мир, продумали его планировку и географию, Рёкой Танакой были созданы все задние фоны. Дизайн персонажей предложил Токита и позже сам перевёл иллюстрации героев в спрайтовую графику. Монохромный дисплей Game Boy поставил разработчиков в непростую ситуацию, потому что некоторые эффекты, такие, например, как огонь, оказалось очень трудно передать одним цветом — пришлось создавать мир, «работающий в чёрно-белых тонах». Танака впоследствии отмечал, что вместимости 2-мегабитного картриджа Game Boy для реализации всех идей оказалось недостаточно, и перед самым релизом пришлось в спешном порядке удалять многие не вместившиеся элементы.

### Музыкальное сопровождение
Музыку для игры написал композитор Нобуо Уэмацу, всего получилось шестнадцать звуковых дорожек. Ему потребовалось приложить немало усилий, так как звуковоспроизводящая микросхема Game Boy существенно отличается от приставки Famicom, на которой компания выпускала большинство своих игр. Новая система создания стерео-эффекта, совершенно другой способ передачи сигнала, партитура всего лишь из трёх нот — всё это пришлось учитывать. Кавадзу предложил написать музыку, похожую стилистически на две первые части Final Fantasy, однако Уэмацу настоял на разработке совершенно нового стиля. Возможности картриджей консоли не позволяли создать впечатляющий музыкальный ряд, но композитор приложил для этого все усилия: «Конечно, было бы гораздо приятнее видеть качественную музыку и графику, но мы должны были быть уверены, что наш продукт придётся игрокам по вкусу».
Многие из композиций впоследствии использовались при создании других частей серии (как, например, тема битвы) и были изданы в составе различных музыкальных сборников. Вступительная мелодия, получившая название «Пролог», в несколько изменённом виде открывает и две следующие игры SaGa. «Heartful Tears» (также известная как «Wipe Your Tears Away»), стала неотъемлемой темой пяти частей серии, каждый раз появляясь с новой аранжировкой. Пятнадцать композиций The Final Fantasy Legend попали в двойной альбом All Sounds of SaGa, изданный в 1991 году — в декабре 2004 года он подвергся ремастерингу и был перевыпущен под названием SaGa Zenkyoku Shu. Последняя звуковая дорожка, «Journey’s End», представляет собой попурри из шести других мелодий игры, скомбинированных Уэмацу воедино. В интервью композитор отмечал, что с большим удовольствием слушает эту композицию, поскольку попутно вспоминаются все наиболее яркие моменты игры. В 2008 году в ходе очередного концерта Press Start -Symphony of Games- эту песню исполнил Филармонический оркестр Канагавы как часть своей программы «Когда Нобуо Уэмацу был молодым».

## Релизы и переиздания
Японская версия игры была выпущена в декабре 1989 года под названием Makai Toushi SaGa, она включала карты всех четырёх главных миров и чуть позже была переиздана с исправлением некоторых незначительных ошибок. В марте 1990 года компания Square перевела игру на английский язык — изначально планировалось выпустить её в Северной Америке с заголовком The Great Warrior Saga, но к сентябрю резко возросла популярность американской версии Final Fantasy, и в итоге название решили сменить на The Final Fantasy Legend. Разработчики внесли в эту версию небольшие изменения, в частности убрали финальные титры и увеличили долговечность некоторых видов оружия. Кроме того, был откорректирован сценарий: загадочные речи Рю-о стали более понятными, пропали все упоминания о самопожертвовании и об истинном предназначении Башни, диалог с Создателем стал менее зловещим. В 1998 году все три игры Final Fantasy Legend по лицензии переработала компания Sunsoft и выпустила их для Game Boy в слегка улучшенном виде. Их же сотрудники собирались адаптировать игру для системы Game Boy Color, но эта идея так и не нашла реализации.

Версия для WonderSwan, в отличие от оригинала, показывает, в какого конкретно монстра превратится персонаж после поедания мяса

В сентябре 2001 года Square анонсировала переиздание The Final Fantasy Legend для карманной консоли WonderSwan Color фирмы Bandai. В итоге портирование провели эксклюзивно для Японии и, соответственно, сохранили за ним японское название. Иллюстратор Тосиюки Итахана специально для этой версии перерисовал все концептуальные рисунки и графику, в то время как программисты компании добавили некоторые дополнительные кат-сцены. Разработчики также позволили игроку видеть наперёд, в какую форму трансформируется персонаж-монстр после того, как съест мясо, оставшееся от поверженных врагов. Примечательно, что в этой новой версии оставлена возможность сыграть в оригинальный чёрно-белый вариант игры для Game Boy. Среди прочих изменений — подкорректированные названия предметов и противников, появление бестиария и несколько автоматизированная боевая система, позволяющая героям во время сражения автоматически нацеливаться на врагов.
Следующим обновлением этого товарного знака занялась компания Square Enix. В январе 2007 года они заявили, что работают над преобразованием WonderSwan-версии, а в сентябре к выставке Tokyo Game Show выпустили уже готовый порт для мобильных телефонов. Всего к концу 2008 года были произведены адаптации для аппаратов, подключённых к таким операторам связи как i-mode, EZweb и SoftBank. Разработчикам пришлось удалить бестиарий и возможность сыграть в оригинальную версию для Game Boy, а также сократить некоторые диалоги в кат-сценах. Добавился выбираемый при необходимости китайский язык интерфейса и дополнительные магазины, где в ходе выполнения квестов можно приобрести новую экипировку.

## Отзывы и критика
| Сводный рейтинг    | Сводный рейтинг                     |
| Агрегатор          | Оценка                              |
| ------------------ | ----------------------------------- |
| GameRankings       | 50,63 %                             |
| Иноязычные издания |                                     |
| Издание            | Оценка                              |
| IGN                | 6/10                                |
| Nintendo Power     | 3,7/5,0                             |
| Power Play         | 78 %                                |
| Allgame            | 3,5/5,0                             |
| Награды            |                                     |
| Издание            | Награда                             |
| Nintendo Power     | 3-яя лучшая игра Game Boy 1990 года |
| Nintendo Power     | 70-я лучшая игра Nintendo           |
| Pocket Games       | 8-я лучшая игра Game Boy            |

The Final Fantasy Legend — это первая игра Square, преодолевшая порог в миллион проданных копий. К 31 марта 2003 года одних только версий для Game Boy было продано 1,37 млн экземпляров (из них 1,15 млн в Японии). Игра оказалась настолько успешной, что компания сразу же выпустила два продолжения и позже вывела серию SaGa на многие другие консоли. Одноглазый монстр, изображённый на обложке японской версии игры, стал своеобразным талисманом серии, появившись во второй части как персонаж по имени «Мистер Эс». Сатоси Тадзири, основатель компании Game Freak, отмечал, что игра оказала большое влияние на серию Pokémon, натолкнула его на мысль, что карманная система Game Boy может быть использована не только для простеньких аркад.
Однако на западе игра удостоилась смешанных отзывов и, например, по совокупности рецензий GameRankings получила рейтинг всего лишь в 51 %. Интернет-портал IGN назвал The Final Fantasy Legend «захватывающей РПГ с комплексным геймплеем и цельным саундтреком», но при этом выразил недовольство по поводу слишком высокой сложности и «устаревшей» графики. Немецкий журнал Power Play оценил игру в 78 % и похвалил раскрытый потенциал консоли Game Boy, на которой ранее ещё никто не делал ролевых игр. Газета Chicago Tribune охарактеризовала игру «слегка заторможенной в некоторых местах, но, как и Final Fantasy, заставляющей проявить терпение ради выполнения интересных квестов». Сайт 1UP.com заметил, что игровой процесс стал логическим продолжением Final Fantasy II, приобрёл законченный вид, по сравнению с этим сиквелом. Они также согласились с IGN, что случайное развитие персонажей монстров и мутантов делает игру невероятно сложной для прохождения.
Другие обозреватели оказались более благосклонными. Так, известный журналист Джефф Роувин хвалил игру в своей книге «How to Win at Game Boy Games», отозвавшись о ней как о «великом достижении для консоли Game Boy» и назвав её «превосходной игрой в своём классе», хоть и не столь глубокой, как знаменитая The Legend of Zelda. Через некоторое время после американского релиза журнал Nintendo Power назвал The Final Fantasy Legend третьей лучшей игрой для Game Boy 1990 года, а в сентябре 1997 года поставил её на 70-ю позицию в списке «100 лучших игр всех времён на приставках Нинтендо», прокомментировав выбор мнением, что разработчики остались верны традициям Square. Джереми Пэриш, рецензент 1UP.com, упомянул игру как неотъемлемую часть эпохи Game Boy и одну из лучших игр 1989 года, положительно отметив уход от некоторых принципов Final Fantasy ради реализации новых идей. Сайт GameDaily назвал это «отличным способом скоротать время, ожидая приёма зубного врача, или скучного похода в гости к бабушке». Издания Electronic Gaming Monthly, Pocket Games и GameSpot отнеслись к игре одинаково одобрительно и позже занесли её в число пятидесяти лучших игр для Game Boy.
Сложность и многозначительность финального босса, Создателя, впоследствии неоднократно упоминалась в различных статьях и публикациях. Например, журнал GamePro поставил его на 37-е место в списке самых дьявольских злодеев за всю историю компьютерных игр: «Вы удивитесь, когда узнаете, сколько очков жизни разработчики уготовили для Бога». Сайт 1UP.com назвал это сражение «эпичным», несмотря на то, что это не так уж ново для японских ролевых игр — битва команды протагонистов с каким-либо божеством. Американская юмористка Джеки Кашиан во время одного из эпизодов шоу Comedy Central Presents пошутила насчёт Создателя, отметив, что для победы над этим боссом ей потребовались восемь месяцев. Примечательно, что в действительности главный противник игры не так уж и сложен — его можно убить одним единственным ударом цепной пилы с эффектом мгновенной смерти. В 2009 году планировщик сражений Square Enix Нобуюки Мацуока признался, что в знак уважения к Final Fantasy Legend финальному боссу Final Fantasy XIII была добавлена точно такая же слабость.

## Сопутствующая продукция
Параллельно с игрой были выпущены некоторые сопутствующие товары, в частности книги и телефонные карты. Издательский дом Futabasha в феврале 1990 года опубликовал книгу Makai Toushi SaGa ― Boukenshatachi no Rekuiemu (冒険者たちのレクイエム, «Реквием по их приключениям»). Написанная Мисой Икедой, 287-страничная книга стала частью детской приключенческой серии Futabasha, подробно описывая всё восхождение героев от основания башни до самого верха. В августе компания Square включила игру в свою книгу Final Fantasy Ryūkishi Dan — Knights (ファイナルファンタジー竜騎士団, «Рыцари дракона последней фантазии»), где выложили на всеобщее обозрение многие отзывы и редкие концептуальные рисунки Final Fantasy Legend. В октябре 1992 года игра оказалась в числе четырёх наименований, попавших в программу журнала Game Players под названием Game Player’s Gametape for Game Boy Games, видеозапись, где демонстрируются возможности игры и приводятся советы по прохождению.